# Liste der Mitglieder der Badischen Ständeversammlung beim dritten außerordentlichen Landtag 1887
Im Sommer 1887 fand der dritte außerordentliche Landtag der Badischen Ständeversammlung statt, nachdem es bereits 1838 einen ersten und 1870 einen zweiten außerordentlichen Landtag gegeben hatte. Die Sitzungsperiode des dritten außerordentlichen Landtags währte vom 7. Juni 1887 bis zum 5. Juli 1887 mit einer Sitzungsunterbrechung vom 13. bis zum 28. Juni. In diesem Zeitraum fanden vier Sitzungen der Ersten Kammer und sechs Sitzungen der Zweiten Kammer statt. Zur Beratung stand die Vorlage über die strategischen Bahnen.

## Präsidium der Ersten Kammer
Präsident: Freiherr Karl Rüdt von Collenberg-Bödigheim

1. Vizepräsident: Geheimrat Eugen von Seyfried

2. Vizepräsident: Geheimrat Karl Knies

## Mitglieder der Ersten Kammer

### Prinzen des Hauses Baden
- Erbgroßherzog Friedrich von Baden (war nie anwesend)
- Prinz Wilhelm von Baden (war nie anwesend)
- Prinz Karl von Baden
- 1887 zum 3. außerordentlichen Landtag eingetreten:  Prinz Ludwig Wilhelm von Baden

### Standesherren
- Fürst Karl Egon zu Fürstenberg (war nie anwesend)
- Fürst Ernst zu Leiningen (war nie anwesend)
- Fürst Erwein von der Leyen (war nie anwesend)
- Fürst Ernst zu Löwenstein-Wertheim-Freudenberg
- Fürst Karl zu Löwenstein-Wertheim-Rosenberg (war nie anwesend)
- Graf Karl Wenzel zu Leiningen-Billigheim
- Graf Emich zu Leiningen-Neudenau (war nie anwesend)

### Vertreter der katholischen Kirche
- Christian Roos,[3] Erzbischof von Freiburg (war nie anwesend)

### Vertreter der evangelischen Landeskirche
- Karl Wilhelm Doll, Prälat der Evangelischen Landeskirche

### Vertreter des grundherrlichen Adels

#### Oberhalb der Murg
- Freiherr Franz von und zu Bodman
- Graf Raban von Helmstatt
- Freiherr Hermann von Hornstein-Binningen
- Graf Heinrich von Kageneck

#### Unterhalb der Murg
- Freiherr Ernst August Göler von Ravensburg
- Freiherr Carl Göler von Ravensburg
- Freiherr Karl Rüdt von Collenberg-Bödigheim

### Vertreter der Landesuniversitäten
- Hermann Schulze,[3] Geheimrat, Vertreter der Universität Heidelberg
- Hermann von Holst,[3] Geheimer Hofrat, Vertreter der Universität Freiburg

### Vom Großherzog ernannte Mitglieder
- Karl Knies,[3] Geheimrat
- Karl von Stösser,[3] Senatspräsident
- Philipp Diffené, Kaufmann
- Ferdinand Sander, Geheimer Kommerzienrat
- Konstantin Noppel, Kaufmann
- Otto Stein, Gutsbesitzer
- 1887 zum 3. außerordentlichen Landtag eingetreten:  Eugen von Seyfried, Geheimrat, Verwaltungsgerichtshofpräsident

Nicht anwesend:
- Hermann Zimmer, Geheimrat (beim 3. außerordentlichen Landtag im Sommer 1887 nicht anwesend)

## Präsidium der Zweiten Kammer
Präsident: August Lamey

1. Vizepräsident: Karl Friderich

2. Vizepräsident: Franz Xaver Lender

## Die Mitglieder der Zweiten Kammer
Die Mitglieder der Zweiten Kammer beim dritten außerordentlichen Landtag waren dieselben wie beim 32. Landtag in den Jahren 1885 und 1886. Lediglich die drei verstorbenen Mitglieder Franz Heinrich von Feder, Heinrich Krausmann und Franz Karl Roßhirt fehlten und wurden auch nicht ersetzt.

## Belege und Anmerkungen
1. ↑  Ludwig Bauer, Bernhard Gißler: Die Mitglieder der Ersten Kammer der Badischen Ständeversammlung von 1819–1912. Fidelitas, Karlsruhe 1913, 5. Auflage, S. 50
2. ↑  Adolf Roth und Paul Thorbecke: Die badischen Landstände. Landtagshandbuch. Verlag der G. Braunschen Hofbuchdruckerei, Karlsruhe 1907, S. 271
3. 1 2 3 4 5 6  Dieser Mandatsträger ist in den amtlich veröffentlichten Abgeordnetenlisten als promovierter Akademiker ausgewiesen, d. h. dort üblicherweise mit einem vor dem Namen stehenden Doktor-Grad verzeichnet